# هيرمان هيرد
هيرمان هيرد (بالإنجليزية: Herman Heard)‏ هو لاعب كرة قدم أمريكية أمريكي، ولد في 24 نوفمبر 1961 في دنفر في الولايات المتحدة.

## وصلات خارجية
- هيرمان هيرد على موقع مرجع كرة القدم المحترفة.كوم (الإنجليزية)